# بريلكريم
بريلكريم (بالإنجليزية: Brylcreem)‏ (/ˈbrɪlkriːm/) هي علامة تجارية بريطانية لمنتجات تصفيف الشعر للرجال. كان أول منتج مقدم  من «بريلكريم» عبارة عن كريم للشعر تم إنشاؤه في عام 1928 عن طريق كونتي الكيميائية في كيميكو ورك في شارع برادفورد (برمنغهام، إنجلترا). ويعتبر المنتج الرئيسي للعلامة التجارية الحالية. هذا الكريم المقدم عبارة عن مستحلب من الماء والزيوت المعدنية ومثبت بشمع العسل. معروف ويتميز بالتألق العالي الذي يوفر، والذي ولّد اسم المنتج، صادرا من «بريليانتين» و «كريم».

## المالك
وتعبتر شركة الأدوية البريطانية بيتشام هي المالكة لشركة بريلكريم منذ فترة طويلة. تباع العديد من منتجات بريلكريم تباع  في جميع أنحاء العالم. حيث يسوَق هذا المنتج  بريلكريم في الولايات المتحدة بواسطة كومب إنكوربوريتد، وفي أوروبا بواسطة يونيليفر وفي الهند بواسطة إتش يو إل. قبل أن تسيطر جودريج على 51٪ من سارة لي، في مشروعهما المشترك جودريج سارة لي في مايو 2010، تم توزيع العلامة التجارية من قبل جودريج في الهند.

## الإعلان
ولقد تم الإعلان عن المنتج  لأول مرة على شاشة التلفاز  بأغنية "بريلكريم - القليل من الداب سيفعل يا! بريلكريم – والتي تقول "ستبدو مبهراً للغاية وستلاحقك الفتيات جميعًا؛ سيحبون تمرير أصابعهم من خلال شعرك". وإصدار آخر كان "بريلكريم - القليل من الداب سيفي بالغرض! استخدم المزيد فقط إذا كنت تجرؤ؛ لكن احترس! ستلاحقك الفتيات جميعًا! سيحبون تمرير أصابعهم من خلال شعرك!" وقد أنشئت هذه الاغنية بواسطة هانلي إم نورينز  من وكالة يونغ وروبيكام.  وقد تضمن الإعلان التلفزيوني ل بريلكريم رسوم متحركة عبارة عن رجل بشعر أشعث قام بوضع القليل من الداب وإذ بأعجوبة حصل على شعر ناعم ولكن عندما أصبح مظهر الشعر الجاف منشرًا وشائع (وذلك مستوحى من الموبوبس من البيلتز) فقد تم تغيير السطر الأخير من الأغنية "سيحبون تمرير أصابعهم من خلال شعرك " ليصبح "سيحبون المظهر الطبيعي الذي يمنحه لشعرك " ولاحقاً قامت الإعلانات التلفزيونية باستخدام شعارات أخرى مثل (عرسان بدون صمغ), وفي سبيعينات القرن الماضي في المملكة المتحده وكندا تم استخدام شعار آخر (القليل من بريلكريم على شعرك سيمنحك ارتداد بريلكريم)

## المستخدمين البارزين
من المستخدمين البارزين  لبريلكريم:
- جيمي بافيت الذي غنى إعلان بريلكريم في نهاية قلم رصاص شارب رفيع.[7]
- فضل محمود أول لاعب كريكيت باكستاني قام بعرض إعلان للمنتج وهذه تعتبر المرة الأولى التي تقوم فيها علامة تجارية بإستئجار لاعب كريكيت باكستاني كنموذج.[8]